# Crompton Greaves
CG Power and Industrial Solutions Limited (bis 27. Februar 2017 Crompton Greaves Limited) ist ein indischer Elektrotechnikhersteller mit Sitz in Mumbai. Das Unternehmen ist auf Produkte und Dienstleistungen für elektrische Energieübertragung und -verteilung, industrielle Systeme, Leistungselektronik sowie Halbleiter- und Klebetechnik spezialisiert.

## Geschichte
Crompton Greaves Limited wurde 1937 gegründet. Im Jahr 2016 spaltete das Unternehmen seine Verbrauchersparte (Lampen, Ventilatoren, Haushaltsgeräte) in die eigenständige Crompton Greaves Consumer Electricals Limited (CGCEL) ab.  
Nach Zustimmung der Aktionäre im Januar 2017 erfolgte am 27. Februar 2017 die Umbenennung in *CG Power and Industrial Solutions Limited*.  
Seit 2020 gehört CG Power mehrheitlich zur Murugappa Group über die Konzerngesellschaft Tube Investments of India.

## Geschäftsbereiche
- Energieübertragung und -verteilung: Transformatoren, Schaltanlagen, Leistungsschalter, Netzleittechnik, Umspannwerke
- Industrietechnik: Elektromotoren, Generatoren, industrielle Automatisierung
- Leistungselektronik und weitere Bereiche: Halbleiter-Testsysteme, Klebetechnik (Adhesives)

## Internationale Präsenz
CG Power besitzt Tochtergesellschaften und Beteiligungen in mehreren Ländern, u. a.:  
- CG Electric Systems Hungary (früher Ganz Transelektro) – Transformatoren, Schaltanlagen und Motoren
- Microsol – Automatisierungstechnik für Stromnetze und Umspannwerke
- Pauwels – Transformatoren
- Sonomatra – Wartung und Reparatur von Transformatoren[2]